# Le Point du jour (Cherbourg-en-Cotentin)
Pour les articles homonymes, voir Le Point du jour.
Le Point du Jour est un centre d'art contemporain consacré à la photographie à Cherbourg-en-Cotentin en Normandie. Il s'inscrit au cœur du projet de renouvellement urbain de Cherbourg. Cette structure ambitieuse entend tenir un rôle majeur dans la vie culturelle de l'agglomération. 

## Missions

### Objectifs
Ouvert sur l'agglomération, le centre d'art a pour but la recherche, l'organisation d'expositions, ainsi que la publication de livres. C'est le premier centre d'art à être également éditeur. Il propose diverses activités ouvertes à tous et possède aussi une bibliothèque spécialisée d'un millier d'ouvrages. Il accueille des photographes au travers de la création et la formation et programme des conférences, des ateliers et des rencontres.

### Événements organisés
Le Point du Jour programme quatre expositions par an, accompagnée chacune d'une publication. Deux d'entre elles sont consacrées à un photographe à part entière, une autre a un ancrage plus régional, et la dernière est destinée à un photographe faisant référence dans l'histoire de la photographie. Cette dernière se déroule pendant l'été.
Le centre organise aussi le prix Roland-Barthes, du nom du sémiologue né à Cherbourg, auteur d'ouvrages sur la photographie et l'image. Le prix récompense les travaux de jeunes universitaires sur la photographie avec la collaboration de l'institut mémoire de l'édition contemporaine. Le premier jury, réuni le 8 décembre 2008 sous la présidence de l'universitaire Michel Poivert, a attribué récompensé Laureline Meizel pour Un nouveau roman-photo ? Analyse des récits photographiques de Benoît Peeters et Marie-Françoise Plissart, mémoire soutenue en 2007 à l’université Paris 1 Panthéon-Sorbonne, sous la direction de Michel Poivert.

## Structure

### Organisation
Le centre d'art contemporain du Point du Jour, inauguré en 2008, a regroupé :
- la maison d’édition du Point du Jour fondée en 1996, qui publiait des photographes français (Christophe Bourguedieu, Antoine d'Agata), puis internationaux (Gabriele Basilico, Lynne Cohen, Allan Sekula), ainsi que des ouvrages comme L’image au service de la révolution, de Michel Poivert ;
- le Centre régional de la photographie créé en 1999 à Cherbourg-Octeville pour organiser ateliers, rencontres et expositions dans une optique d'alimentation de la photographie et de la création, par les questions sociales. Il est financé par le Ministère de la Culture, la ville et les conseils régionaux et généraux.

Le Point du Jour est codirigé par Béatrice Didier, David Barriet et David Benassayag. Il dispose d'un budget annuel de 500 000 euros.

### Bâtiment
Situé près de l'ancienne école des beaux-arts (ESBACO), le bâtiment de 600 m2 qui a coûté 990 000 euros hors taxe, est l'œuvre d'Éric Lapierre, lauréat du prix de la première œuvre en 2003 et auteur du livre Architecture du réel. 
Il prend la forme d'un cube tronqué de 20 mètres sur 20, dont l'architecture contemporaine doit répondre à la forme de la chapelle des Beaux-Arts et à la Montagne du Roule. Sa façade, recouverte d'un matériau métallique, le paxaluminium, habituellement destiné à l'isolation, du flocage d'aluminium, a fait couler beaucoup d'encre.
De larges baies vitrées donnent côté voie de circulation et côté jardin public.